# August Herijgers
August Herijgers (né le 2 juin 1950 à Lille dans la province d'Anvers,) est un coureur cycliste belge. Il participe à des compétitions dans les années 1960 et 1970.

## Biographie
En 1970, August Herijgers devient champion de Belgique du contre-la-montre par équipes. Il se classe également troisième du Tour de Namur et du Tour du Limbourg amateurs. L'année suivante, il s'impose sur la Coupe Egide Schoeters. Il évolue ensuite au niveau professionnel entre avril 1972 en mars 1975. Durant cette période, il remporte notamment la Coupe Sels en 1973. 
Son petit frère Paul a lui aussi été coureur cycliste. 

## Palmarès et résultats

### Palmarès par année
- 1967
  - Sint-Martinusprijs Kontich
- 1970
  -  Champion de Belgique du contre-la-montre par équipes amateurs
  - 2e du Grand Prix Vic Bodson
  - 3e du Tour du Limbourg amateurs
  - 3e du Tour de Namur
- 1971
  - Coupe Egide Schoeters
  - 2e du Tour de Namur
- 1973
  - Coupe Sels

### Résultats sur les grands tours

#### Tour d'Espagne
1 participation
- 1972 : abandon (3e étape)